# ニシキテッポウエビ
ニシキテッポウエビ（錦鉄砲蝦、学名: Alpheus bellulus）は、十脚目テッポウエビ科に分類されるエビの一種。インド太平洋のサンゴ礁に生息するテッポウエビの一種で、鮮やかな体色とハゼ類との共生で知られる。
成体の体長は40-45mmほどで、日本沿岸の内湾で見られるテッポウエビ A. brevicristatus よりは小さい。第一歩脚は他のテッポウエビ類と同様大きな鋏脚に変化しているが、両方とも他種に比べてやや平たく、横幅がある。体色は腹部は白、背面は黒褐色の地に白い斑点が並び、歩脚は紫色で関節部に黄白色、触角は赤褐色をしている。和名の「錦」、英名の"tiger"（トラ）の通り、テッポウエビ類としては鮮やかな体色をしている。
インド太平洋の熱帯・亜熱帯域に分布する。南方系の種類のため、日本での分布は千葉県以西の暖流の影響が強い地域に限られる。
おもにサンゴ礁域の水深数m-十数mの砂底に巣穴を掘って生息する。巣穴にはダテハゼ Amblyeleotris japonica、ヒメダテハゼ A. steinitzi、ギンガハゼ Cryptocentrus cinctus など小型のハゼ科魚類が同居する。
体色の鮮やかさとハゼ類と同居する生態から、水族館などでたびたび飼育される。ペットにする人もいる。